# Gian Maria Volonté

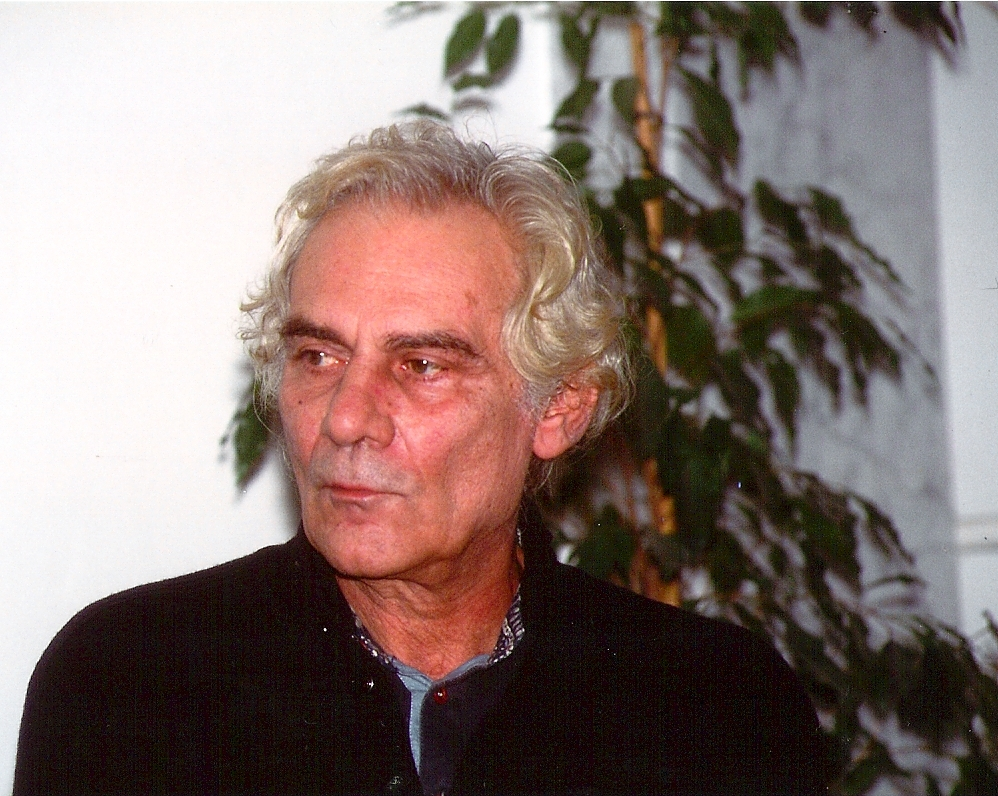
Gian Maria Volonté

Gian Maria Volonté (* 9. April 1933 in Mailand; † 6. Dezember 1994 in Florina, Griechenland) war ein italienischer Schauspieler.

## Leben
Volonté (oftmals auch Volontè geschrieben) absolvierte eine Schauspielausbildung an der Accademia d’Arte Drammatica in Rom. Er trat 1959 als Fürst Myschkin in einer Adaption von Dostojewskis Roman Der Idiot auf und war ein Jahr später als Romeo in Shakespeares Romeo und Julia erfolgreich. Sein Filmdebüt hatte er 1960 in Duilio Colettis Sotto dieci bandiere. Bekanntheit erlangte er durch die Rolle des Gegenspielers von Clint Eastwood in Sergio Leones erstem Italo-Western Für eine Handvoll Dollar und Für ein paar Dollar mehr. Sergio Leone arbeitete ungern mit ihm zusammen, da Volonté einen Drang zum Theatralischen hatte. Er ließ ihn daher Aufnahmen mehrmals wiederholen, wobei seine Theatralik nachließ. Volonté hat es seiner schauspielerischen Begabung zu verdanken, dass Leone ihn trotz allem besetzte.
Unvergesslich bleibt Volontés Rolle als Bandit Chuncho in Damiano Damianis Töte Amigo (¿Quien sabe?).
Seit den späten 1960er Jahren war er in linkspolitischen Filmen aktiv. Unter dem mit ihm befreundeten Regisseur Elio Petri hatte Volonté herausragende Rollen als Arbeiter in La classe operaia va in paradiso (1971) und als korrupter Politiker in Todo modo (1976). Er spielte in sozialkritischen Filmen von Francesco Rosi und Giuliano Montaldo, aber auch in Jean-Luc Godards politischem Western Vento dell'est (1970).
Bei den Internationalen Filmfestspielen von Cannes 1972 spielte er in zwei Filmen die Hauptrolle (Der Fall Mattei und Der Weg der Arbeiterklasse ins Paradies). Beide Filme gewannen den Hauptpreis des Festivals. Er selbst erhielt den Darstellerpreis bei den Internationalen Filmfestspielen von Cannes 1983 für seine Leistung in Der Tod des Mario Ricci. Volonté erhielt für seine Darstellung des Politikers Aldo Moro in dem Film Die Affäre Aldo Moro den Silbernen Bären als bester Darsteller bei der Berlinale 1987.
Volonté starb während der Dreharbeiten zu dem Film Der Blick des Odysseus von Theo Angelopoulos an einem Herzinfarkt.
In ersten Kopien der Dollar-Filme wurde Volonté als Johnny Wells geführt.

## Filmografie
- 1960: Unter zehn Flaggen (Sotto dieci bandiere)
- 1961: Das Mädchen mit dem leichten Gepäck (La ragazza con la valigia)
- 1961: Vergewaltigt in Ketten (A cavallo della tigre)
- 1961: Die Herrin von Atlantis (Antinea, l'amante della città sepolta)
- 1961: Herkules erobert Atlantis (Ercole alla conquista di Atlantide)
- 1962: Gebrandmarkt (Un uomo da bruciare) – Regie: Paolo Taviani, Vittorio Taviani
- 1962: Die vier Tage von Neapel (Le quattro giornate di Napoli)
- 1963: Il peccato
- 1963: Il terrorista
- 1964: Cocü (Il magnifico cornuto)
- 1964: Für eine Handvoll Dollar (Per un pugno di dollari)
- 1965: Die Stationen unserer Liebe (Le stagioni del nostro amore) – Regie: Florestano Vancini
- 1965: Für ein paar Dollar mehr (Per qualche dollaro in più)
- 1966: Die unglaublichen Abenteuer des hochwohllöblichen Ritters Branca Leone (L'armata Brancaleone)
- 1966: Hexe der Liebe (La strega in amore) – Regie: Damiano Damiani
- 1967: Töte Amigo (Quien sabe?)
- 1967: Von Angesicht zu Angesicht (Faccia a faccia)
- 1967: Zwei Särge auf Bestellung (A ciascuno il suo)
- 1967: Die sieben Brüder Cervi (I sette fratelli Cervi) – Regie: Gianni Puccini
- 1967: Caravaggio (Fernsehserie, 3 Folgen)
- 1968: Die Banditen von Mailand (Banditi a Milano)
- 1969: Ostwind (Vent d’est) – Regie: Jean-Luc Godard
- 1968: Die Geliebte von Gramigna (L'amante di Gramigna) – Regie: Carlo Lizzani
- 1970: Documenti su Giuseppe Pinelli (2. Episode)
- 1970: Ermittlungen gegen einen über jeden Verdacht erhabenen Bürger (Indagine su un cittadino al di sopra di ogni sospetto)
- 1970: Bataillon der Verlorenen (Uomini contro)
- 1970: Vier im roten Kreis (Le cercle rouge)
- 1971: Sacco und Vanzetti (Sacco e Vanzetti)
- 1971: Der Weg der Arbeiterklasse ins Paradies (La classe operaia va in paradiso)
- 1972: Der Fall Mattei (Il caso Mattei) – Regie: Francesco Rosi
- 1972: Das Attentat (L'attentat)
- 1972: Knallt das Monster auf die Titelseite (Sbatti il mostro in prima pagina) – Regie: Marco Bellocchio
- 1973: Der Mönch von San Dominico (Giordano Bruno) – Regie: Giuliano Montaldo
- 1974: Lucky Luciano (Lucky Luciano)
- 1975: Actas de Marusia
- 1976: Todo modo (Todo modo)
- 1977: Ich habe Angst (Io ho paura) – Regie: Damiano Damiani
- 1979: Christus kam nur bis Eboli (Cristo si è fermato a Eboli)
- 1979: Operación Ogro (Ogro)
- 1980: Die Kameliendame (La dame aux camélias)
- 1981: Die Kartause von Parma (La certosa di Parma)
- 1983: Der Tod des Mario Ricci (La mort de Mario Ricci) – Regie: Claude Goretta
- 1986: Die Affäre Aldo Moro (Il caso Moro)
- 1987: Der Junge aus Kalabrien (Un ragazzo di Calabria)
- 1987: Chronik eines angekündigten Todes (Cronaca di una morte annunciata)
- 1989: Pestalozzis Berg
- 1990: Offene Türen (Porte aperte)
- 1991: Ein einfacher Fall (Una storia semplice)